# Rick Carter
Rick Carter (nascut el 1952) és un director artístic i dissenyador de producció americà. És conegut pel seu treball a Forrest Gump, la qual li va valer una nominació als Oscar. Així com altres nominacions en altres premis per pel·lícules com A.I. Artificial Intelligence i Amistad.
Els seus altres treballs són Nàufrag, La guerra dels mons, What Lies Beneath, Parc Juràssic, Avatar, Retorn al futur 2 i Retorn al futur 3.